# Leptorhaconotus annulicornis
Leptorhaconotus annulicornis är en stekelart som beskrevs av Granger 1949. Leptorhaconotus annulicornis ingår i släktet Leptorhaconotus och familjen bracksteklar. Inga underarter finns listade i Catalogue of Life.